# Мирне (Одеський район)
Ми́рне (в минулому — Фрейденталь (до 01.02.1945), Миколаївка) — село Біляївської міської громади у Одеському районі Одеської області України. Населення становить 2550 осіб.

## Історія

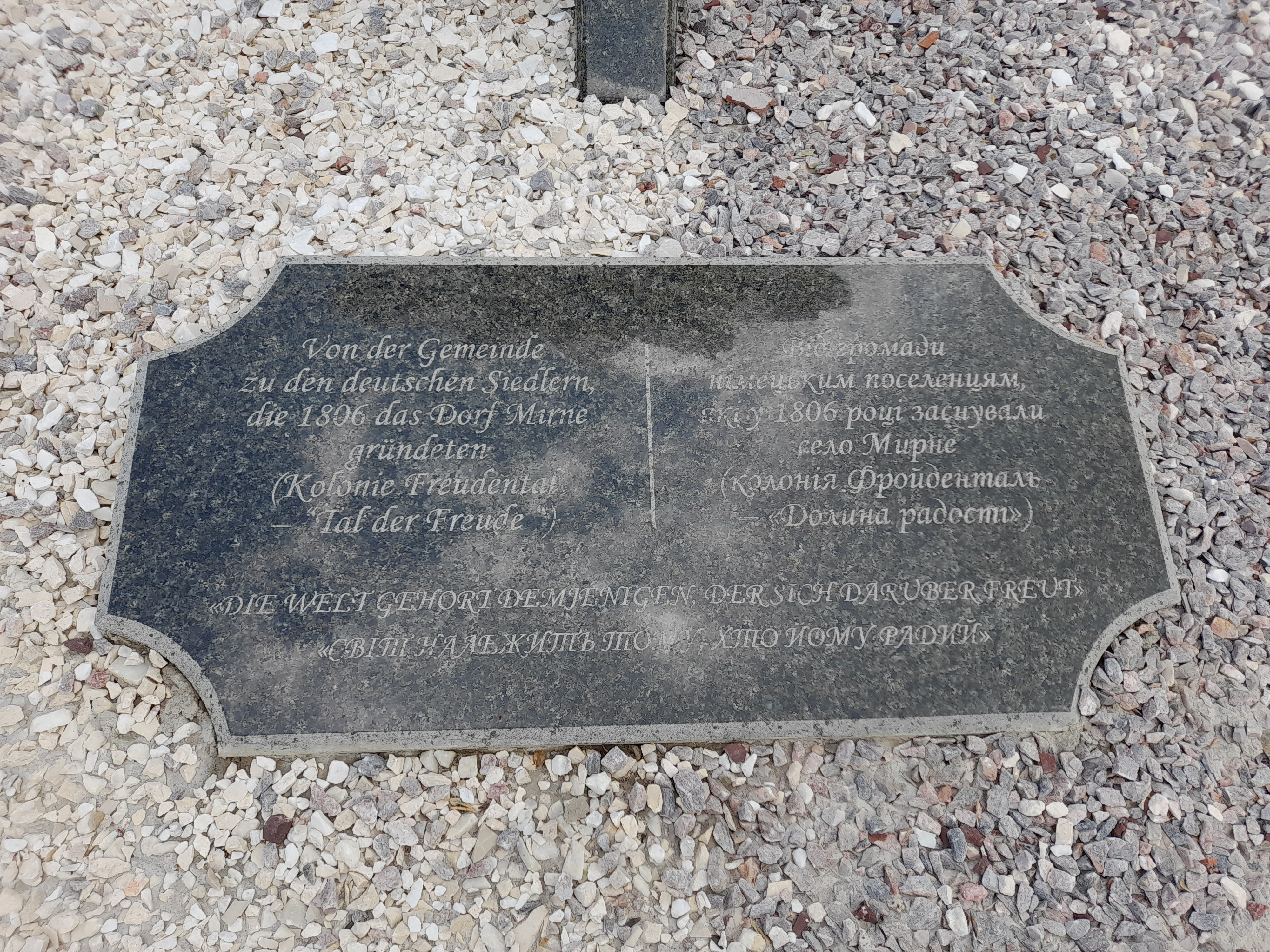
Напис на монументі німецьким колоністам

Станом на 1886 у німецькій колонії Фрейденталь, центрі Фрейдентальської волості Одеського повіту Херсонської губернії, мешкало 2196 осіб, налічувалось 128 дворових господарств, існували лютеранський молитовний будинок, школа, 4 лавки.

## Політика

### Парламентські вибори, 2019
На позачергових парламентських виборах 2019 року у селі функціонувала окрема виборча дільниця № 510256, розташована у приміщенні школи.
Результати
- зареєстровано 2042 виборці, явка 44,52%, найбільше голосів віддано за «Слугу народу» — 55,18%, за «Опозиційну платформу — За життя» — 13,27%, за Всеукраїнське об'єднання «Батьківщина» — 6,24%.[4] В одномандатному окрузі найбільше голосів отримав Сергій Колебошин (Слуга народу) — 43,35%, за Василя Гуляєва (самовисування) — 14,11%, за Романа Зелінського (самовисування) — 13,53%[5].

## Населення
Згідно з переписом 1989 року населення села становило 2421 особа, з яких 1115 чоловіків та 1306 жінок.
За переписом населення 2001 року в селі мешкали 2433 особи.

### Мова
Розподіл населення за рідною мовою за даними перепису 2001 року:
| Мова       | Відсоток |
| ---------- | -------- |
| українська | 91,04 %  |
| російська  | 7,41 %   |
| румунська  | 1,02 %   |
| вірменська | 0,12 %   |
| польська   | 0,12 %   |
| болгарська | 0,08 %   |
| білоруська | 0,04 %   |
| гагаузька  | 0,04 %   |
| грецька    | 0,04 %   |

## Економіка
- СГ ТОВ "Південьагропереробка"[9]

## Пам'ятки
- Братська могила[d] 10 радянських воїнів, загиблих при звільненні села 7 квітня 1944 року;

## Відомі люди
- Ліновицька Валентина Тарасівна (1944) — український організатор кіновиробництва, заслужений працівник культури України.

## Галерея
|                                                    |
| Меморіал засновникам німецької колонії Фрейденталь |

|                                      |
| Меморіал загиблим за єдність України |

|                           |
| Церква Успіння Богородиці |

|                                   |
| Військовий меморіал в центрі села |

|                                   |
| Братська могила радянських воїнів |